# Jordi Roca Fontané
Jordi Roca Fontané (Girona, 2 de maig de 1978) és el pastisser del restaurant El Celler de Can Roca.
Ell, juntament amb els seus dos germans Josep i Joan, van obrir el Celler annex al bar que tenien els seus pares l'any 1986. El restaurant va anar adquirint cada cop més popularitat fins posicionar-se entre els millors del món. El 13 d'abril del 2012, Jordi obriria Rocambolesc, la primera gelateria dels germans Roca en el carrer Santa Clara de Girona. També n'hi ha una a la ciutat de Barcelona i dues a Madrid.
Des del 2016 pateix de distonia cervical, una malaltia minoritària neurològica caracteritzada per contraccions musculars involuntàries i que l'ha deixat permanentment afònic.

El 2014 va guanyar el premi inaugural de millor xef de pastisseria del món de la revista Restaurant. L'abril de 2018 es va estrenar a la plataforma Netflix un episodi de Chef's Table.

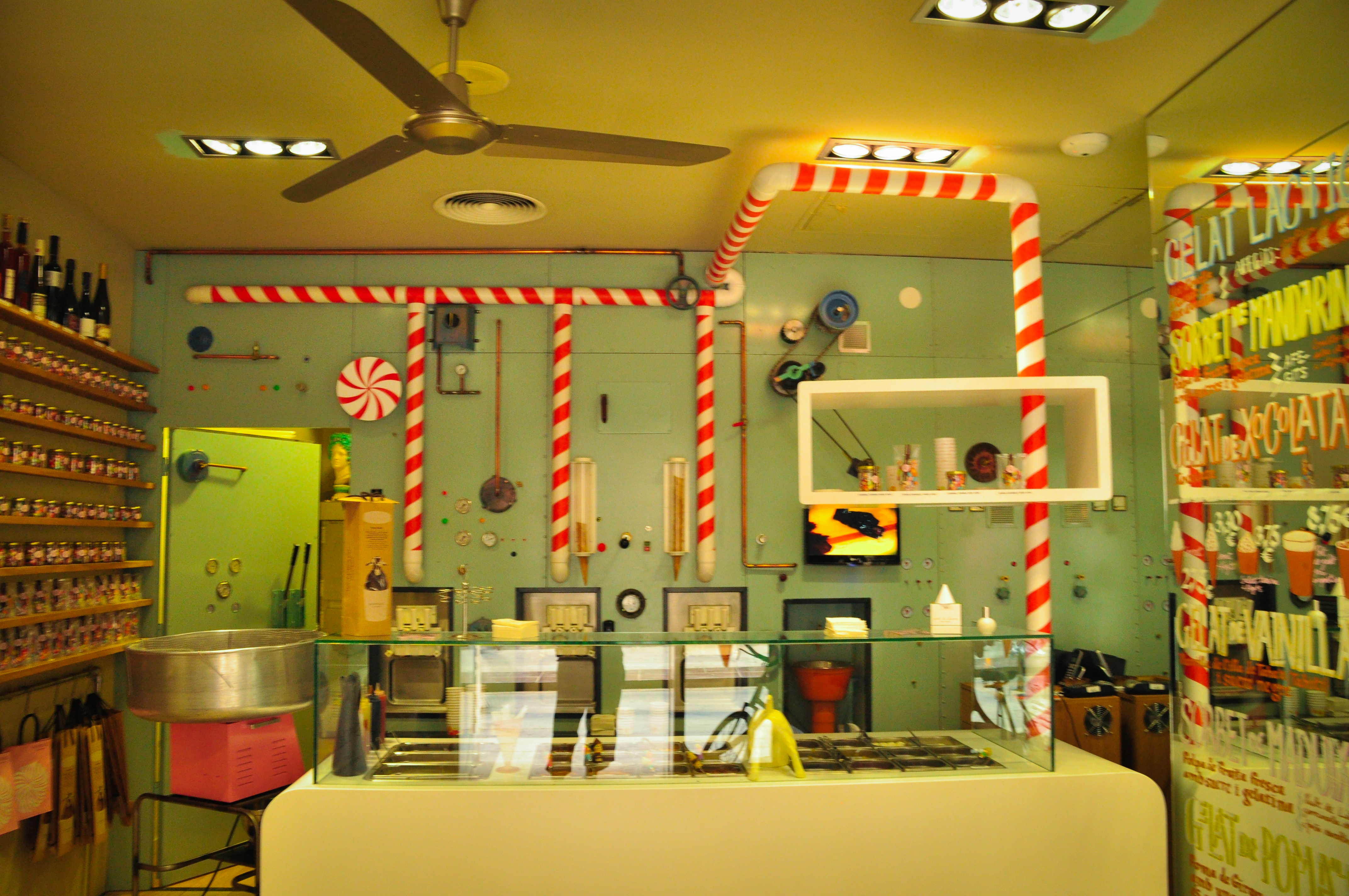
Gelateria Rocambolesc

## Reconeixements
- 2002: Segona estrella Michelin per El Celler de Can Roca.
- 2009: Tercera estrella Michelin per El Celler de Can Roca[7] i 5è lloc en la revista Restaurant.
- 2011: Segon millor restaurant del món per El Celler de Can Roca, per la revista Restaurant.
- 2012: Segon millor restaurant del món per El Celler de Can Roca, per la revista Restaurant.
- 2013: Millor restaurant del món per El Celler de Can Roca, per la revista Restaurant.
- 2014: Segon millor restaurant del món per El Celler de Can Roca, per la revista Restaurant.[8]
- 2015: Millor restaurant del món per El Celler de Can Roca, per la revista Restaurant.

## Publicacions
- Roca, Jordi; Roca, Joan; Roca, Josep. El Celler de Can Roca.  Grub Street, 2018. ISBN 978-1-911621-71-3.